# پلیس سواره‌نظام لسوتو
نیروی پلیس سواره نظام لسوتو (به انگلیسی: Lesotho Mounted Police Service یا به‌اختصار LMPS) نیروی پلیس ملی پادشاهی لسوتو در جنوب آفریقا است.از تاریخ ۲۴ مه ۲۰۲۴، وکیل بوروثو ماتسوسو به‌عنوان کمیسر جدید پلیس سوگند یاد کرد. او توسط نخست‌وزیر سام ماتکانه منصوب شد.

## تاریخچه
نیروی پلیس سواره نظام لسوتو در ۱۸ اکتبر ۱۸۷۲ میلادی با ۱۱۰ نیروی اولیه بنیان‌گذاری شد. این نیرو ابتدا دارای ساختار و انضباط نظامی بود و از سال ۱۸۷۸، ساختار رتبه‌بندی خود را بر پایهٔ ارتش بریتانیا تنظیم کرد.
در دههٔ ۱۹۵۰، این نیرو به‌سمت ساختار غیرنظامی حرکت کرد و در سال ۱۹۵۸، ساختار نظامی رتبه‌بندی را با ساختار غیرنظامی جایگزین نمود.
این نیرو در ابتدا «پلیس سواره بازوتولند» (Basutoland Mounted Police) نام داشت و در طول زمان نام آن چند بار تغییر یافت:
پلیس لسوتو
پلیس سواره لسوتو (۱۹۶۶)
نیروی سواره سلطنتی لسوتو (۱۹۸۶)
و نهایتاً، در سال ۱۹۹۸ به نام کنونی «نیروی پلیس سواره نظام لسوتو» (Lesotho Mounted Police Service) تغییر نام داد.

## درجات
| درجات و نشان‌ها | درجات و نشان‌ها | درجات و نشان‌ها | درجات و نشان‌ها | درجات و نشان‌ها | درجات و نشان‌ها | درجات و نشان‌ها | درجات و نشان‌ها | درجات و نشان‌ها | درجات و نشان‌ها | درجات و نشان‌ها | درجات و نشان‌ها | درجات و نشان‌ها | درجات و نشان‌ها | درجات و نشان‌ها |
| -------------- | -------------- | -------------- | -------------- | -------------- | -------------- | -------------- | -------------- | -------------- | -------------- | -------------- | -------------- | -------------- | -------------- | -------------- |
| درجه           | سرتیپ          | بریگادیه       | سرهنگ          | سرهنگ دوم      | سرگرد          | کاپیتان        | ستوان          | ستوان دوم      | افسر ارشد      | گروهبان ارشد   | گروهبان        | سرگروهبان      | سرباز          |                |
|                |                |                |                |                |                |                |                |                |                |                |                |                |                |                |
| درجه           | کمیسر          | معاون کمیسر    | کمیسر دستیار   | سرپرست ارشد    | سرپرست         | بازرس ارشد     | بازرس          | بازرس          | گروهبان        | گروهبان        | گروهبان        | مأمور          | مأمور          |                |
|                |                |                |                |                |                |                |                |                |                |                |                |                |                |                |
| درجه           | کمیسر          | معاون کمیسر    | کمیسر دستیار   | سرپرست ارشد    | سرپرست         | بازرس ارشد     | بازرس          | بازرس          | گروهبان        | گروهبان        | گروهبان        | مأمور          | مأمور          |                |
|                |                |                |                |                |                |                |                |                |                |                |                |                |                |                |
| درجه           | کمیسر          | معاون کمیسر    | کمیسر دستیار   | سرپرست ارشد    | سرپرست         | بازرس ارشد     | بازرس          | بازرس          | گروهبان        | گروهبان        | گروهبان        | مأمور          | مأمور          |                |
|                |                |                |                |                |                |                |                |                |                |                |                |                |                |                |
| درجه           | کمیسر          | معاون کمیسر    | کمیسر دستیار   | سرپرست ارشد    | سرپرست         | بازرس ارشد     | بازرس          | بازرس          | گروهبان        | گروهبان        | گروهبان        | مأمور          | مأمور          |                |
|                |                |                |                |                |                |                |                |                |                |                |                |                |                |                |

## کمیسرها
سی. اچ. آپرتورپ (۱۹۴۷–۱۹۴۹)
ال. دبلیو. کلارک (۱۹۴۹–۱۹۵۲)
اف. جی. روچ (۱۹۷۰–۱۹۷۲)
آ. نامولی (۱۹۷۲–۱۹۷۳)
بی. آ. انتوی (۱۹۷۳–۱۹۷۷)
آر. اس. ماتلا (۱۹۷۷–۱۹۸۶)
ال. دینگیزوایو (۱۹۸۶–۱۹۹۱)
تی. تی. فیندا (۱۹۹۱–۱۹۹۶)
وی. بی. ماکوابا (۱۹۹۶–۱۹۹۸)
ئی. کِی. پتلین (۱۹۹۹–۲۰۰۰)
جوناس مالِوا (۲۰۰۰–۲۰۰۵)
مالیجاکا لتوانه (۲۰۰۵–۲۰۱۲) نخستین زن در این سمت
کیزیتو امهلاکازا (۲۰۱۲–۲۰۱۴)
خوتاتسو تسوعانا (۲۰۱۴–۲۰۱۵) جوان‌ترین کمیسر در ۳۶ سالگی
مولاهلی لتسوئپا (۲۰۱۵–۲۰۱۷)
هولومو مولیبِلی (۲۰۱۷–۲۰۲۴)
ماهاپه مورای (فوریه ۲۰۲۴ – ۲۴ مهٔ ۲۰۲۴) کمیسر موقت
بوروثو ماتسوسو (۲۴ مهٔ ۲۰۲۴ – اکنون)

### معاونان کمیسر
ماهاپه مورای
پاسکا موکته
موکبه لیخاما
سرا سدریک مخارلیله
بله‌مه لباژوا

## آموزش
کالج ملی آموزش پلیس (P.T.C) در سال ۱۹۴۶ افتتاح شد. تمامی داوطلبان به عنوان کارآموز ثبت‌نام می‌شوند و یک دورهٔ آموزشی سیزده‌ماهه را پشت سر می‌گذارند. شرط پذیرش، داشتن سن بین ۱۸ تا ۳۰ سال و قبولی در آزمون ورودی اولیه است. داوطلبان از تمامی اقشار جامعه لسوتو پذیرفته می‌شوند، اما باید تابعیت این کشور را داشته باشند. در حالی‌که در ابتدا فقط مردان اجازهٔ ورود به نیروی پلیس را داشتند، از سال ۱۹۷۰، زنان نیز به عنوان افسر پلیس پذیرفته می‌شوند.